# Caryophylleae
Caryophylleae Lam. & DC., 1806 è una tribù di piante della famiglia Caryophyllaceae.

## Distribuzione e habitat
Le specie di questa tribù hanno una distribuzione prevalentemente olartica, con un centro di maggiore biodiversità nella regione Mediterranea e Irano-Turaniana e poche specie presenti in Africa.

## Tassonomia
La tribù comprende i seguenti generi:
- Acanthophyllum C.A.Mey.
- Balkana Madhani & Zarre
- Bolanthus (Ser.) Rchb.
- Cyathophylla Boquet & Strid
- Dianthus L.
- Gypsophila L.
- Heterochroa Bunge
- Petroana Madhani & Zarre
- Petrorhagia (Ser. ex DC.) Link
- Phrynella Pax & K.Hoffm.
- Psammophiliella Ikonn.
- Psammosilene W.C.Wu & C.Y.Wu
- Saponaria L.
- Yazdana A.Pirani & Noroozi

### Alcune specie

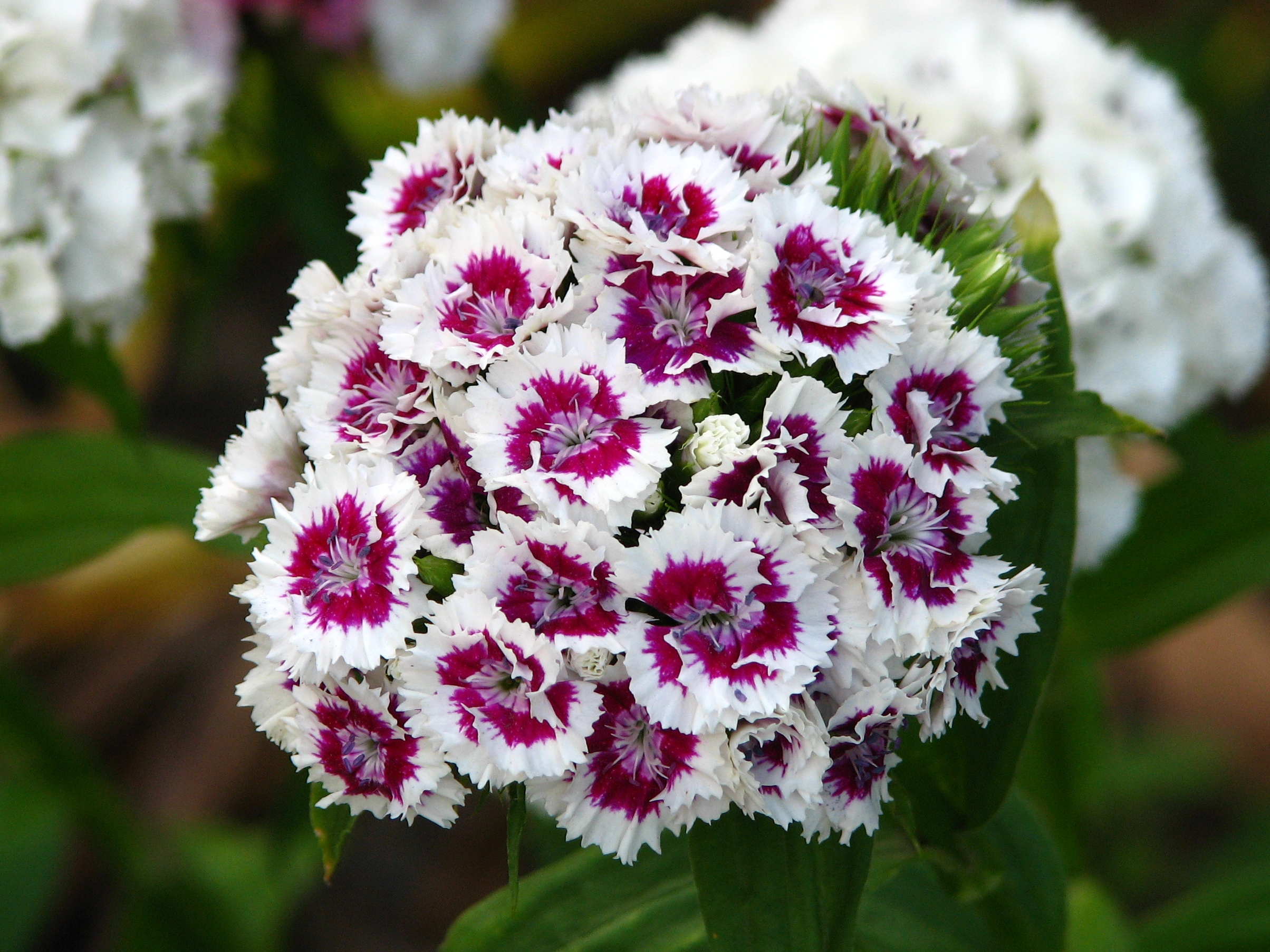
Dianthus barbatus
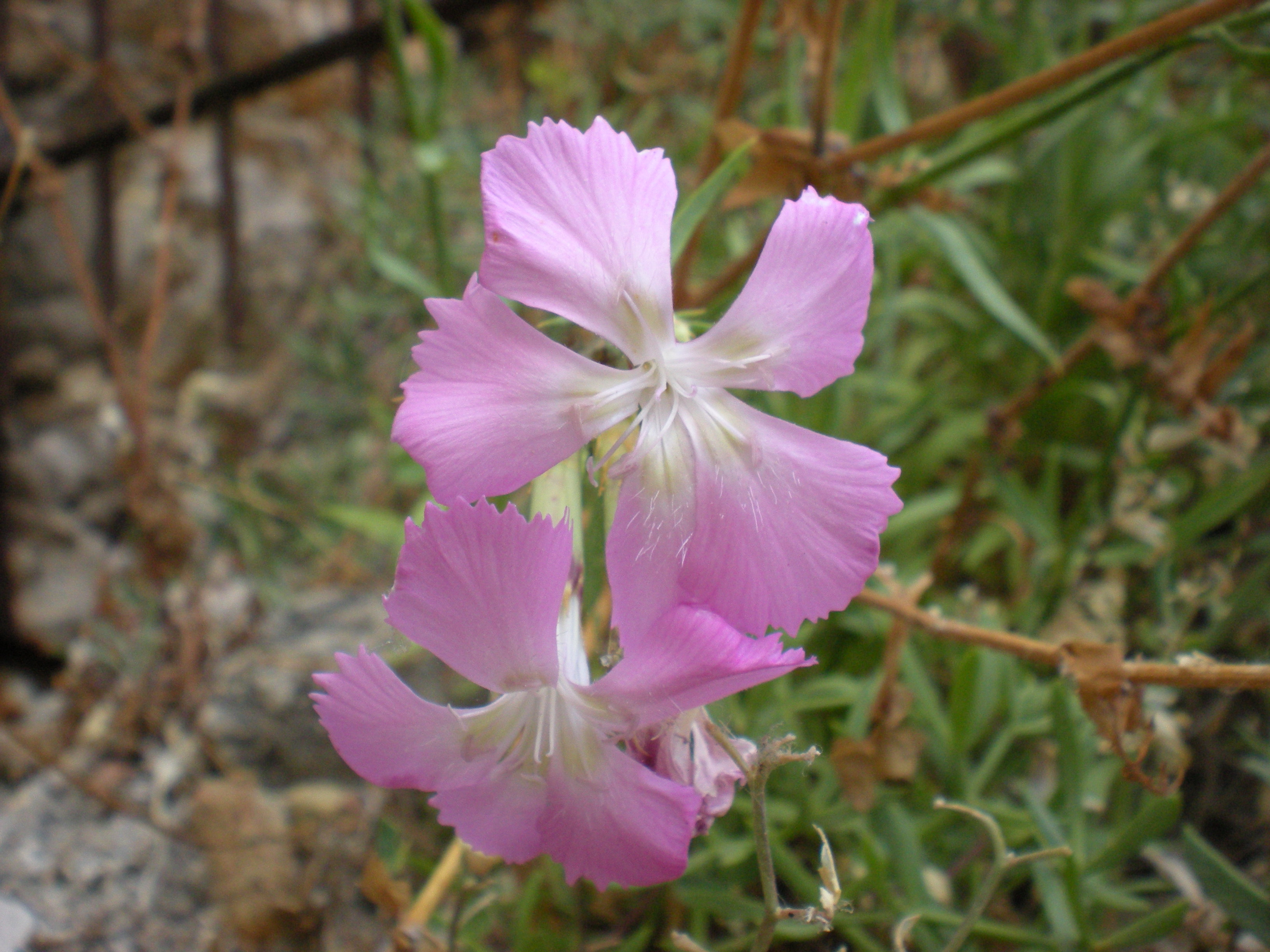
Dianthus rupicola
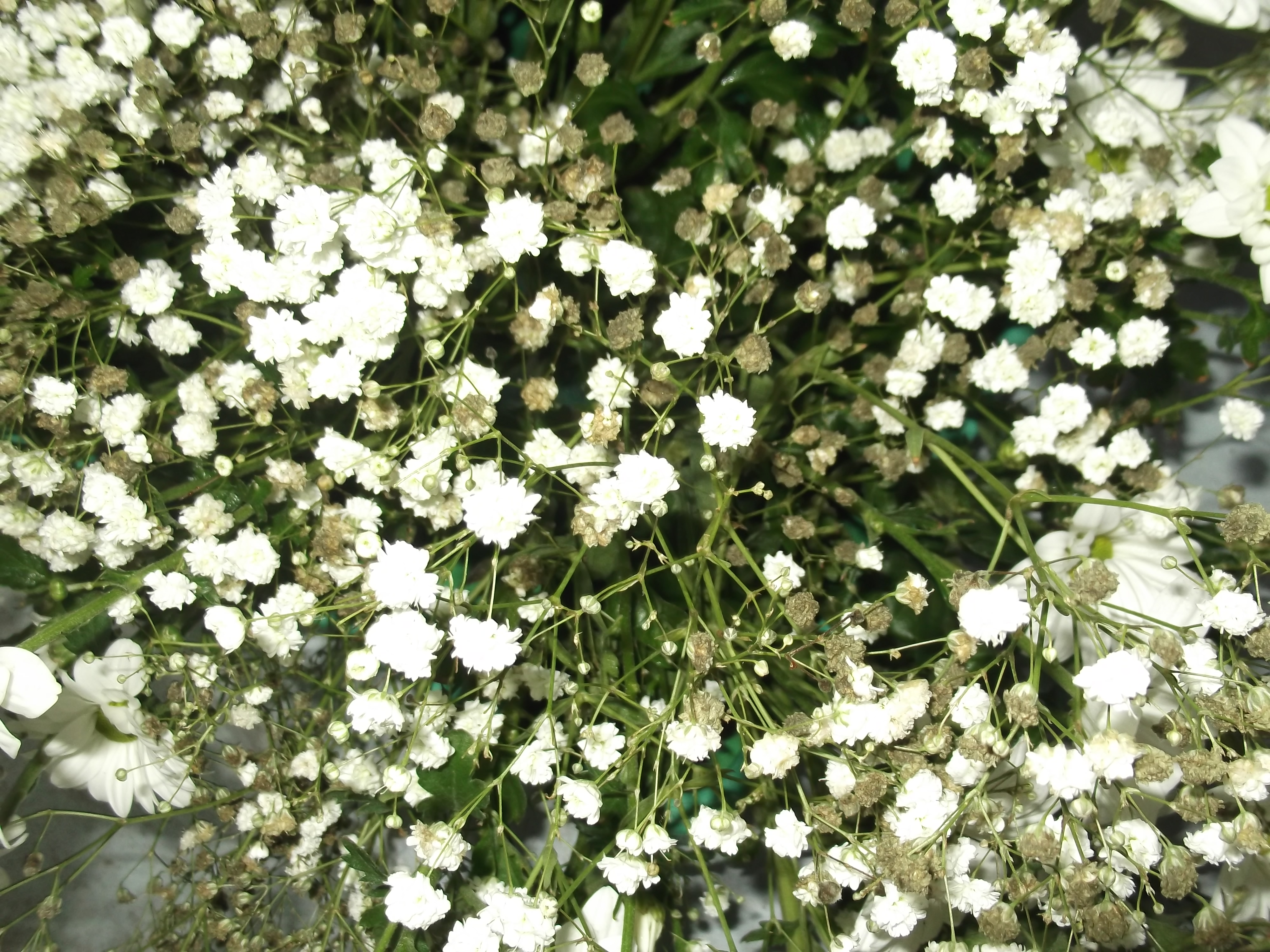
Gypsophila paniculata
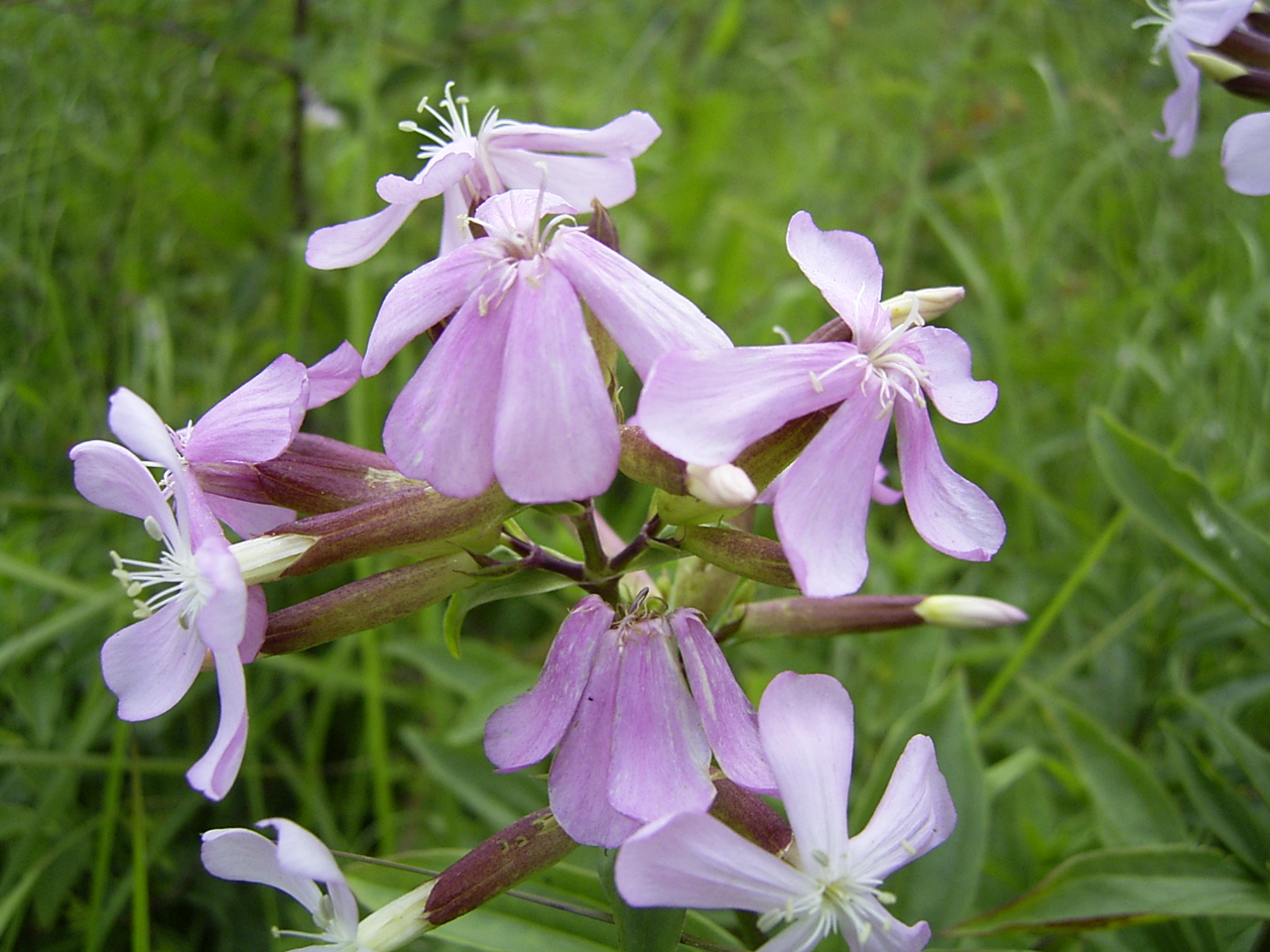
Saponaria officinalis